# 天主教伊農戈教區
天主教伊農戈教區（拉丁語：Dioecesis Inongoënsis）是剛果民主共和國一個羅馬天主教教區，屬金沙薩總教區。
教區的前身是一個宗座代牧區，成立於1937年4月13日，1959年11月30日升為教區。1960年6月20日易名至今。
教區包括該國西部班頓杜省北部。2006年有教友407,000人（佔轄區總人口49.5%）、十四個堂區、五十四名司鐸。現任教區主教為斐理伯·恩基耶雷·凱阿納。